# Fonologia della lingua latina
Questa voce riguarda il sistema fonologico ricostruito della lingua latina.

## Consonanti
|               | Bilabiali | Labio- dentali | Dentali/ Alveolari | Palatali | Velari | Velari labial. |
| ------------- | --------- | -------------- | ------------------ | -------- | ------ | -------------- |
| Nasali        | m         |                | n                  |          | ŋ      |                |
| Occlusive     | p b       |                | t d                |          | k ɡ    | kʷ gʷ          |
| Fricative     |           | f              | s                  |          |        |                |
| Vibrante      |           |                | r                  |          |        |                |
| Laterali      |           |                | l                  |          |        |                |
| Approssimante |           |                |                    | j        | w      |                |

- I fonemi /t/, /d/ e /n/ sono dentali: [t̪], [d̪] e [n̪] rispettivamente[1].
- L'occlusiva /g/ ha un allofono nasale [ŋ] davanti a /n/: /ˈdignus/ [ˈdiŋnus] "degno"[2].
- La nasale dentale /n/ ha un allofono velare [ŋ] davanti a /k/ e /g/: /anguis/ [aŋgʷwis][2].
- Il fonema /l/ presentava due allofoni: [lʲ] in posizione iniziale di parola, davanti ad /i/, /iː/ o se geminata /ll/; [l̴] all'interno di parola davanti a tutte le altre vocali o se seguita da consonante[3].

## Vocali
Le vocali presentano una distinzione di lunghezza, così come in italiano lo fanno le consonanti singole e doppie; in latino possono essere brevi ([a, i, ɛ, ɔ, u, y]) o lunghe ([aː, ɛː, iː, ɔː, uː, yː]).
|       | Anteriore | Centrale | Posteriore |
| ----- | --------- | -------- | ---------- |
| Alte  | i iː y yː |          | u uː       |
| Medie | ɛ ɛː      |          | ɔ ɔː       |
| Basse | a aː      |          |            |

A differenza di quanto si è creduto in passato, la qualità delle vocali non differisce tra lunghe e brevi: ancora oggi in alcuni dialetti sardi settentrionali e nei dialetti dell'area arcaica calabro-lucana, considerati lingue neolatine dalla fonetica meglio conservata dall'età classica oggi, lo stesso sistema vocalico in uso nell'età classica rimane tuttora immutato (eccetto per i foni non nativi [y, yː]).
Un altro sistema vocalico con distinzione nella qualità vocalica tra brevi e lunghe esisteva tuttavia tra i ceti meno colti della popolazione, in particolare in quello rustico, le lettere brevi “i” e “u” venivano rese rispettivamente con le vocali chiuse [e] ed [o] (es: anĭma → [ˈänemä] al posto di [ˈänimä], colŭmna → [kɔˈɫ̪omnä] al posto di [kɔˈɫ̪umnä]). Inoltre, i dittonghi /ae̯/ e /oe̯/ venivano resi in [ɛː], mentre /au̯/ mutò in [ɔː]. 

## Dal protoindoeuropeo al latino
Qui di seguito si espongono i mutamenti fonetici e fonologici che dal sistema fonologico del protoindoeuropeo hanno prodotto il sistema fonologico del latino.

### Consonanti
Le consonanti indoeuropee rimasero sostanzialmente invariate, a parte alcuni casi come le occlusive sonore aspirate che mutarono radicalmente.
Semiconsonanti. Le semiconsonanti subirono i seguenti mutamenti:
- */j/ → /j/ in posizione iniziale, → /i/ dopo consonante, e cade tra due vocali, es: *jugom → IVGVM, *medʰjos → MEDIVS, *trejes → TRĒS
- */w/ → /w/ (scritta V), es: *owis → OVIS

Nasali. Le nasali, sillabiche e non, subirono i seguenti mutamenti:
- */m/ → /m/, es: *mātēr → MĀTER
- */n/ → /n/, es: *newos → NOVVS
- */ṃ/ → /em/, es: *k'ṃtom → CENTVM
- */ṇ/ → /en/, es: *mṇtis → MENS

Liquide. Le liquide, sillabiche e non, subirono i seguenti mutamenti:
- */r/ → /r/, es: *rudʰ- → RVBER
- */l/ → /l/, es: *lewks → lūx
- */ṛ/ → /or/, ma a volte → /er/, es: *m'ṛtis → MORS, *ag'ṛs → AGER
- */ḷ/ → /ol/

Occlusive. Le consonanti occlusive sono quelle che subirono i mutamenti più evidenti nel sistema consonantico, nonostante buona parte di esse rimase invariata:
- */p/ → /p/, es: *pətēr → PATER
- */b/ → /b/
- */bʰ/ → /f/ in posizione iniziale, → /b/ in posizione centrale, es: *bʰer- → FERŌ, *albʰo- → ALBVS
- */t/ → /t/, → /d/ in posizione finale dopo vocale, cade in posizione finale dopo consonante, e */tl/ → /cl/, es: *trejes → TRĒS, *fecet → FECED (forma arcaica), *lact → LAC, *saitlom → SAECLVM
- */d → /d/, cade però in posizione finale dopo vocale lunga e dopo consonante, inoltre in alcuni termini tende a presentarsi come variante di /l/, es: *domos → DOMVS, *lupōd → LVPŌ, *cord → COR, dingua ↔ LINGUA
- */dʰ/ → /f/ in posizione iniziale, → /d/ in posizione centrale, → /b/ in posizione centrale dopo [r], es: *dʰūmos → fūmus, *ajdʰ- → AEDES, *werdʰo- → VERBVM
- */k/ → /k/ (in cui confluisce anche la palatale */ḱ/), es: *kṛd → cor, *ḱṃtom → CENTUM
- */ɡ/ → /ɡ/ (in cui confluisce anche la palatale */ģ/), es: *agō → agō
- */ɡʰ/ → /h/, → /ɡ/ dopo [ŋ], → /f/ prima di [u], es: *gʰostis → hostis, *angʰ- → angustus, *gʰu- → fundō
- */kʷ/ → [kʷ] (scritta QV) in posizione iniziale, → /k/ davanti a consonante, mentre cade tra due consonanti, es: *kʷi-/kʷo- → quis/quod, *wōkʷs → vōx, *kʷenkʷto- → quintus
- */ɡʷ/ → /w/ (scritta V), → /ɡ/ davanti a [l] e /[r], mentre si conserva davanti a [ŋ], es: *gʷiwos → vivus, *ṇgʷēn → inguen
- */qʷʰ/ → /f/ in posizione iniziale e prima di [r], → /w/ in posizione intervocalica, → /ɡu/ in posizione centrale dopo [ŋ], es: *gʷʰomo- → formus, *snigʷʰṃ → nivem, *sningʷʰeti → ninguit

Spiranti. L'unica spirante riconosciuta per l'indoeuropeo comune subisce in latino profondi cambiamenti:
- */s/ → /s/ in posizione iniziale e finale, → [z] → /r/ in posizione intervocalica (fenomeno detto rotacismo), → [z] → /∅/ se si presenta prima di una consonante sonora, /ss/ → /s/, mentre /sr/ → /fr/ in posizione iniziale e → /br/ in posizione centrale, es: *seno- → senex, *genos → genus, *flōsem → flōrem (nom. flōs), *prīsmos → primus, *caussa → causa (parole come *rosa non risentono del rotacismo perché rappresentano prestiti entrati dopo la fine del fenomeno), *dʰojnesris → fūnebris

### Vocali
Vocali toniche. Il vocalismo latino sotto accentazione si dimostrò molto conservativo rispetto all'originale fonetica indoeuropea, anche se le vocali poterono essere influenzate dalla consonante successiva.
- */a/ → /a/
- */aː/ → /aː/
- */e/ → /e/
- */eː/ → /eː/
- */i/ → /i/
- */iː/ → /iː/
- */o/ → /o/
- */oː/ → /oː/
- */u/ → /u/
- */uː/ → /uː/
- */ə/ → /a/

Esistono però appunto altri mutamenti che le vocali toniche subirono:
- /e/ → /i/, se seguita da [ŋ], es: *penkʷe → *kʷenkʷe → quinque
- /e/ → /o/, se in presenza di [w] e di [ɫ], es: *newos → novus, *welō → volō
- /o/ → /u/, se seguita da [ŋ], da [mb], da [mk] e da [ɫ], es: *uncus / ὄγχος, *welt → volt → vult.
- /wo/ → /we/, se seguito da [r, s, t], es: vortō → vertō (mutamento avvenuto in età storica e documentato)
- /oː/ → /uː/, se seguita da [r], es: quor → cur

I dittonghi tonici subirono i seguenti mutamenti:
- /aj/ → /ai̯/ → /ae̯/ (in seguito → /ɛː/), es: laevus / λαιός
- /oj/ → /oi̯/ → /oe̯/ → /uː/, es: *ojnos → ūnus / οἴνη ("asso dei dadi")
- /aw/ → /au̯/, es: *aws- → ausis → auris
- /ew/ → /ou̯/ → /uː/, es: *lewks → lūx
- /ow/ → /ou̯/ → /uː/, es: *lowkos → lūcus

Vocali atone. Le vocali atone subirono in latino notevoli mutamenti, poiché tendevano a chiudersi sistematicamente verso un solo timbro vocalico (apofonia latina) o a cadere (sincope).
- In sillaba aperta (terminante in vocale) interna tutte le vocali brevi tesero verso → /i/, ad eccezione di quando si trovavano davanti a /ɫ/, quando tendevano a → /u/, mentre davanti ad /r/ tendevano a → /e/:

faciō - conficiō, novus - novitās, legō - colligō
similis / simulāre
*cinises / cineris
- In sillaba chiusa (terminante in consonante) interna si ebbero i seguenti mutamenti:

/a/ → /e/, es: arma - inermis
/o/ → /u/, es: *alomnos → alumnus
/e/, /i/, /u/ non subiscono variazioni.
/a/ → /i/ davanti a [ŋ], es: tangō - contingō
/a/ → /e/ → /i/ davanti a [ɫ], es: calcō - inculcō
- I dittonghi interni evolsero così:

/aj/ → /ei̯/ → /iː/, es: aequos - inīquos
/ej/ → /iː/
/aw/ → /ou̯/ → /uː/, es: claudō - inclūdō
/ow/ → /uː/
- In sillaba aperta finale si osservano i seguenti mutamenti:

/i/ → /e/, es: *mari → MARE
/o/ → /e/, es: *sekʷeso → SEQVERE
/a/, /e/ ed /u/ si conservano
/i/ può cadere, es: *esti → EST, tremonti → TREMVNT (mutamento avvenuto in età preistorica ma appena documentato)
/e/ può cadere, es: *dīce → DĪC
- In sillaba chiusa finale si osservano i seguenti mutamenti:

/a/ → /e/, es: *pontifax → PONTIFEX
/o/ → /u/, se non preceduta da [u, w], es: *dominos → DOMINVS
/e/ → /i/ solo prima di [s] e di [t], es: (gen.) *rēges → RĒGIS
/i/ ed /u/ generalmente si conservano
- I dittonghi finali subirono generalmente lo stesso trattamento dei dittonghi interni:

/aj/, /ej/, /oj/ → /iː/, es: *lupoi → LVPĪ
- Le vocali lunghe finali in sillaba chiusa inoltre tesero a divenire brevi:

*amōr → AMOR, ma al genitivo amōris ← *AMŌRES